# Premio internazionale Giacinto Facchetti
Il premio internazionale Giacinto Facchetti - "il bello del calcio" è un riconoscimento creato da La Gazzetta dello Sport in memoria del calciatore di ruolo difensore, bandiera dell'Inter e della nazionale italiana. Ideato nel 2006 da Candido Cannavò e dall'allora direttore Carlo Verdelli, viene assegnato annualmente a Milano a personaggi del mondo del calcio che si sono distinti per lealtà e correttezza sportiva.

## Albo d'oro
| Anno | Vincitore               |
| ---- | ----------------------- |
| 2006 | Julio Valentín González |
| 2007 | Younis Mahmoud          |
| 2008 | Paolo Maldini           |
| 2009 | Cesare Prandelli        |
| 2010 | Gianfranco Zola         |
| 2011 | Michel Platini          |
| 2012 | Javier Zanetti          |
| 2013 | Éric Abidal             |
| 2014 | Francesco Totti         |
| 2015 | Roberto Donadoni        |
| 2016 | Giancarlo Antognoni     |
| 2018 | Andrea Pirlo            |
| 2019 | Gianluca Vialli         |
| 2020 | Romelu Lukaku           |